# 大霧発電所
大霧発電所（おおぎりはつでんしょ）は、鹿児島県霧島市と湧水町にまたがる出力3万キロワットの地熱発電所。九電みらいエナジー（九州電力の子会社）と日鉄鉱業が共同運営する。

## 概要
活火山である霧島山にほど近く、大霧地熱地帯の地熱によって加熱された高温の蒸気を利用して発電を行う。発電所の標高は826メートルである。
2008年9月現在、深さ990mから2000mの井戸（蒸気井）が15本あり、合計で1時間あたり290トンの蒸気を得ている。発電に利用された後の熱水は9本の還元井で地下に戻される。運転監視は約60km離れた川内発電所で行っている。
申し込みをすれば見学が可能である。

## 発電設備
- 総出力：30,000kW（2011年4月現在）[1]

1号機
定格出力：30,000kW
営業運転開始：1996年（平成8年）3月

## 歴史
- 1973年（昭和48年） - 地質等の調査を開始。
- 1989年（平成元年）7月 - 新日本製鐵・日鉄鉱業と九州電力が地熱発電に関する基本協定を締結。
- 1994年（平成6年）11月 - 発電所建設に着工。蒸気生産設備を日鉄鹿児島地熱株式会社（2013年に日鉄鉱業が吸収合併）が運営し、発電設備を九州電力が運営することとなった。
- 1996年（平成8年）3月1日 - 営業運転を開始。日本では10番目、九州では大岳発電所、八丁原発電所、山川発電所に次いで4番目の事業用地熱発電所である。
- 2024年（令和6年）4月1日 - 大霧発電所が九州電力から九電みらいエナジー株式会社（九州電力の子会社）に移管された[2]。